# 单败淘汰制
单败淘汰制是一種競賽形式，每場比賽的負方將與競賽的冠軍或錦標絕緣，但不表示負方在出局後再沒有比賽，部份競賽的負方仍需為排名角逐“名次賽”或“遺材賽”。而足球運動所謂的「盃賽」，一般泛指採用单败淘汰來決定冠軍的競賽。

## 形式
通常单败淘汰制競賽的參賽者數目為2的次方（2、4、8、16名……），例如網球賽單打項目共有128名球員，由此可確保每輪比賽的對賽雙方有相同的比賽場數。比賽配對可全部預定好或每輪比賽過後才決定，假如沒有輪空，每輪比賽將淘汰半數的參賽者。當只餘8名參賽者時，該輪比賽稱為“四分之一决赛”，接下來剩餘4名參賽者為“半决赛”，勝出雙方將在“決賽”或錦標轮相遇而決定冠軍名譽，決賽亦被稱為「冠軍賽」或「冠亞軍賽」。
當单败淘汰制競賽的參賽者數目不是2的次方時，有些參賽者獲准“輪空”无需比赛而自動晉身較後輪次的比賽。通常輪空的優惠會給競賽中排名較高的參賽者，例如美国橄榄球联赛决赛阶段特别选择了非2的次方数支球队参赛，奖励那些在常规赛阶段排名靠前的球队以轮空的机会。多轮轮空的情况也可能出现，例如英冠联赛和英超联赛的球隊在英格兰足总杯可直接参加第三轮的正式比赛。
单败淘汰赛中失败的队伍虽然失去争夺冠军的机会，但在某些比赛特别是奥运会的比赛中还要继续比赛以确定最终名次。比如半决赛失败的两支队伍，往往还要再打一场比赛来决定第三、四名的排位，此比賽叫做季軍賽。由于这类比赛往往不太重要，有时也称作安慰赛。
在可以有多人或多支队伍同场比赛的项目中，比如扑克比赛中，参赛人或队伍将一个个被淘汰直到只剩下最后一人（队）。

## 种子
单败淘汰制競賽可以隨機形式抽籤配對比賽，但為免熱門參賽者在較早輪次對賽而出局，影響競賽的可觀性（當然包括票房收入），競賽主辦人會採用種子配對編排比賽，排名最高的兩名參賽者分開兩線比賽，只可能在決賽才會相遇，同样前四名只可能在半决赛才会相遇，并依次类推。
理想情况下，如无意外赛果，在四分之一决赛中1号种子将对阵8号种子，2号对7号，3号对6号，4号对5号。但在很多比赛中并非如此严格，比如绝大部分网球比赛中，先把1号与2号种子分至两个区，此后3号与4号种子被随机分配到这两个区中，5号到8号种子也是如此随机分配。这样可能会导致某个区中的选手比其它区中的强，考虑到网球大满贯比赛中只有32个种子选手，那么在128名选手比赛时，很可能出现第33名与第1名在第一轮相遇的情况。这样的安排粗看起来很不合理，但是考虑到网球选手的排名是计算机决定的，一般来说排名变化比较小，那么不随机安排而采用所谓更公平的办法把所有选手按排名安排种子，那么将会出现很多重复的对阵情况。
在有些比赛中，每轮比赛或者某些轮次的比赛后，对阵双方将会按排名重新排位，以使得当前最高排名的选手对阵当前最底排名的选手。北美國家冰球聯盟（NHL）与美国全国橄榄球联盟（NFL）均采用这种办法，而美国职业篮球联赛（NBA）不采用重新排位的方法。NBA的规则是1号与8号的胜者，在下一轮将对阵4号与5号的胜者。这就导致了有些球队在常规赛确定第5、6名时故意输掉比赛而占据第6名，以避免与1号种子过早相遇。

## 评价

### 優點
- 由於单败淘汰制競賽的負方將會出局，所以競爭十分激烈。除了最终的排位赛之外，淘汰赛的每一轮都很关键，可以说没有无意义的比赛。
- 可以在短时间内容納大量參賽者，所以成為很多競賽的比賽形式。

### 缺點
- 不适合那些可能大量出现平局的比赛。例：国际象棋比赛，由于平局很常见，且白棋有先行优势，所以每一轮常常需要多场比赛才能决定胜负，故不適合。另外，足球比赛中，平局后往往需要加时赛乃至互射十二碼才能决定胜负。
- 大部分參賽者可能因过早被淘汰而只有很少的比賽場次，故此有些競賽采用双败淘汰制。
- 每一輪比赛間隔日期不均等（如果比賽場地只有一個），比賽初期（例如第一輪和第二輪之間）間隔過長；而比賽末期（例如準決賽和決賽之間）間隔過短，對一路過關斬將的參賽者而言越到比賽末期負擔越重。